# 杨朝正
杨朝正，湖北蘄水人，清朝政治人物。舉人出身。
乾隆十八年，接替吳高峻。擔任江蘇荆溪縣知縣攝任。后由劉標接任。曾于1750年接替陈材任嘉定县知县一职，1751年由刘其旋接任。